# Maria Caldora
Maria Giulia Caldora (post 1400 – Melfi, 1481) è stata una nobile italiana, duchessa consorte di Melfi e Venosa, contessa consorte di Avellino, baronessa consorte di Frigento e signora consorte di Leonessa e San Fele.

## Biografia
Scarse e frammentarie sono le notizie sulla biografia di Maria III Caldora. Nacque in data e luogo sconosciuti da Jacopo/Giacomo I Caldora e Medea d'Evoli e, da adulta, partecipò attivamente alla vita di corte del Regno di Napoli. La tradizione storiografica vuole che della prole lei ne fosse la terzogenita, dopo Antonio e Berlingiero. Tuttavia Maddalone Caldora (Magdalon Candole), membro del ramo collaterale svizzero della famiglia Caldora, stilandone l'albero genealogico, dichiara che ne fosse la primogenita, seguita da Antonio e Berlingiero, e che nacque quindi prima del 1400 (data di nascita di Antonio); tesi avvalorata dal fatto che Maria fu la prima a sposarsi – per ben due volte, per giunta – tra i fratelli.
Maria sposò nell'aprile del 1424 il condottiero Francesco Sforza (futuro 1º duca di Milano), da cui non ebbe figli. Tale matrimonio fu annullato verso la fine del 1430 da papa Martino V per espressa volontà di Francesco. Tale decisione portò ad un'accesa rivalità tra Francesco Sforza ed il di lei padre Jacopo Caldora, il quale gli mosse subito guerra nel 1433 sottraendogli alcuni feudi posseduti in Capitanata, rivalità – legata, tra l'altro, ad i rispettivi successi ottenuti in campo militare – destinata a perdurare nel corso degli anni.
Si risposò a Napoli il 13 agosto 1432 con Troiano Caracciolo, duca di Melfi, unico figlio maschio di Sergianni Caracciolo, gran siniscalco del Regno di Napoli. Sergianni aveva fatto sposare nel 1429 sua figlia Emilia/Isabella con Antonio Caldora e nel 1431 la figlia Maria con Gabriele Orsini del Balzo, fratello del principe di Taranto Giovanni Antonio Orsini del Balzo. Tali unioni coniugali ed i pacifici rapporti tra Sergianni, Jacopo e Giovanni Antonio, i quali rivestivano le più alte cariche e possedevano i più estesi territori del Regno di Napoli, alimentarono in Covella Ruffo, da sempre acerrima nemica di Sergianni, il pensiero che questi tramasse contro la regina Giovanna II d'Angiò-Durazzo e che volesse impossessarsi del Regno, visto che la regina era senza marito e priva di eredi diretti, e spartirselo con i due per governarlo come vicari dello Stato Pontificio. Covella, assoldati dei sicari ed in accordo con la sovrana, ne ordì una congiura che lo portò alla morte poco dopo la mezzanotte del 18 agosto. Subito dopo il delitto la regina tenne prigioniero Troiano fino a quando Caterina Filangieri, vedova di Sergianni, non gli ebbe consegnato il ducato di Melfi. In seguito la sovrana si rappacificò con Troiano e gli riconsegnò il feudo. Ciononostante da allora Troiano, in contrasto con il proprio passato e con le scelte della famiglia della consorte, tradizionalmente legata agli Angioini, volle militare per gli Aragonesi di Alfonso V d'Aragona, pretendente al trono del Regno di Napoli.
Maria si sposò anche con il 6º duca di Atri Giosia Acquaviva, da cui non ebbe figli. Si stima che tale matrimonio sia stato effettuato e terminato prima di quello con Francesco Sforza. Ebbe inoltre una relazione sentimentale con il gran pronotario Gorello Origlia, poi conclusasi con un nulla di fatto.
Morì a Melfi nel 1481 e fu ivi sepolta.

## Descrizione
(Pietro De Rossi di Santarosa, Due episodii della storia del Medio Evo d'Italia, Milano, Giovanni Resnati, 1839, pp. 50-51)

## Ascendenza
|                          |                   |                   | Genitori                        |  |  | Nonni |  |  | Bisnonni               |  |  | Trisnonni        |  |
|                          |                   |                   |                                 |  |  |       |  |  | "Raimondaccio" Caldora |  |  | Raimondo Caldora |  |
|                          |                   |                   |                                 |  |  |       |  |  | "Raimondaccio" Caldora |  |  | Raimondo Caldora |  |
|                          |                   | Giovanna Ponziaco |                                 |  |  |       |  |  | "Raimondaccio" Caldora |  |  |                  |  |
| Giovanni Antonio Caldora |                   |                   |                                 |  |  |       |  |  | "Raimondaccio" Caldora |  |  |                  |  |
|                          |                   | Luisa d'Anversa   | Giovanni d'Anversa              |  |  |       |  |  |                        |  |  |                  |  |
|                          |                   | Luisa d'Anversa   | Giovanni d'Anversa              |  |  |       |  |  |                        |  |  |                  |  |
|                          |                   | Luisa d'Anversa   | Isabella di Sangro              |  |  |       |  |  |                        |  |  |                  |  |
| Jacopo Caldora           |                   | Luisa d'Anversa   |                                 |  |  |       |  |  |                        |  |  |                  |  |
|                          |                   | Giacomo Cantelmo  | Giovanni Cantelmo               |  |  |       |  |  |                        |  |  |                  |  |
|                          |                   | Giacomo Cantelmo  | Giovanni Cantelmo               |  |  |       |  |  |                        |  |  |                  |  |
|                          |                   | Giacomo Cantelmo  | "Angelella" Stendardo           |  |  |       |  |  |                        |  |  |                  |  |
| Rita Cantelmo            |                   | Giacomo Cantelmo  |                                 |  |  |       |  |  |                        |  |  |                  |  |
|                          |                   | ?                 | ?                               |  |  |       |  |  |                        |  |  |                  |  |
|                          |                   | ?                 | ?                               |  |  |       |  |  |                        |  |  |                  |  |
|                          |                   | ?                 | ?                               |  |  |       |  |  |                        |  |  |                  |  |
| Maria Caldora            |                   | ?                 |                                 |  |  |       |  |  |                        |  |  |                  |  |
|                          | Francesco d'Evoli | Niccolò d'Evoli   |                                 |  |  |       |  |  |                        |  |  |                  |  |
|                          | Francesco d'Evoli | Niccolò d'Evoli   |                                 |  |  |       |  |  |                        |  |  |                  |  |
|                          | Francesco d'Evoli | Agnese Pipino     |                                 |  |  |       |  |  |                        |  |  |                  |  |
| Niccolò d'Evoli          | Francesco d'Evoli |                   |                                 |  |  |       |  |  |                        |  |  |                  |  |
|                          |                   | ? di Sangro       | Matteo di Sangro                |  |  |       |  |  |                        |  |  |                  |  |
|                          |                   | ? di Sangro       | Matteo di Sangro                |  |  |       |  |  |                        |  |  |                  |  |
|                          |                   | ? di Sangro       | Candola/Condinella di Barbarano |  |  |       |  |  |                        |  |  |                  |  |
| Medea d'Evoli            |                   | ? di Sangro       |                                 |  |  |       |  |  |                        |  |  |                  |  |
|                          |                   | Tommaso Conti     | Annibaldo Conti                 |  |  |       |  |  |                        |  |  |                  |  |
|                          |                   | Tommaso Conti     | Annibaldo Conti                 |  |  |       |  |  |                        |  |  |                  |  |
|                          |                   | Tommaso Conti     | Francesca d'Aquino              |  |  |       |  |  |                        |  |  |                  |  |
| Jacopa Conti             |                   | Tommaso Conti     |                                 |  |  |       |  |  |                        |  |  |                  |  |
|                          |                   | ?                 | ?                               |  |  |       |  |  |                        |  |  |                  |  |
|                          |                   | ?                 | ?                               |  |  |       |  |  |                        |  |  |                  |  |
|                          |                   | ?                 | ?                               |  |  |       |  |  |                        |  |  |                  |  |
|                          |                   | ?                 |                                 |  |  |       |  |  |                        |  |  |                  |  |

## Discendenza
Maria Caldora da Troiano Caracciolo ebbe due figli, Giovanni (così denominato in onore di Sergianni Caracciolo, padre di Troiano, il cui vero nome era Giovanni), condottiero e duca di Melfi, il quale sposò Sveva Sanseverino, e Jacopo (così denominato in onore di Jacopo Caldora, padre di Maria), condottiero e conte di Avellino, e tre figlie, Beatrice, Dianora ed Ippolita.